# 앤서니 케니
앤서니 존 패트릭 케니 경 FBA (영어: Sir Anthony John Patrick Kenny, 1931년 3월 16일 ~)은 영국의 철학자이다. 심리철학, 고대철학, 스콜라주의, 종교철학과 루트비히 비트겐슈타인의 철학을 연구하였다. 피터 기치와 함께 분석철학의 형태로 토마스 아퀴나스의 사고를 현재화하는 분석적 토마스주의에 기여했으며 영국 학사원 원장과 영국 왕립철학회 회장을 맡았다.

## 생애
1931년 리버풀에서 태어났다. 이탈리아 로마 베너러블 잉글리시 칼리지에서 가톨릭 사제 훈련을 받고 신학석사학위를 받았으며 1955년 안수를 받아 1959년부터 1963년까지 보좌신부로 근무했다. 1961년 옥스퍼드 대학교 세인트베네 홀에서 박사학위를 받고 1963년까지 리버풀 대학교에서 조교수를 맡았다. 1963년 불가지론으로 전향하였고, 1965년 낸시 게일리(Nancy Gayley)와 혼인하면서 파문되었다.
엑서터 대학교와 트리니티 칼리지에서 강의하였으며 1978년부터 1989년까지 베일리얼 칼리지 학장을 맡았다. 1984년부터 2001년까지 옥스퍼드 대학교의 발전부총장(Pro-Vice-Chancellor for Development)을 지냈으며 2001년 은퇴하였다.
1991년부터 1996년까지 대영 도서관 이사, 1993년부터 1996년까지 이사장을 맡았다. 1974년 영국 학사원 회원으로 선출되었으며 1986년부터 1988년까지 부원장, 1989년부터 1993년까지 원장을 지냈다.
| 아카데믹 오피스    | 아카데믹 오피스                                  | 아카데믹 오피스             |
| ------------------ | ------------------------------------------------ | --------------------------- |
| 이전 크리스토퍼 힐 | 옥스퍼드 대학교 베일리얼 칼리지 학장 1978 ~ 1989 | 이후 바루크 새뮤얼 블럼버그 |